# Wilhelm Theodor Oscar Casselmann
Wilhelm Theodor Oscar Casselmann (* 1. August 1820 in Rinteln; † 15. Februar 1872 in Wiesbaden) war ein Gymnasiallehrer und Abgeordneter im Landtag des Herzogtums Nassau.

## Leben
Sein Vater war der Obergerichtsdirektor und Regierungssekretär Alexander Philipp Casselmann (* 22. November 1785; † 8. Dezember 1854) und sein Großvater der Strafrichter Philipp Ludwig Casselmann.
Nach Besuch des Gymnasiums in Rinteln studierte er von 1839 bis 1843 Mathematik und Naturwissenschaften an den Universitäten Berlin, Göttingen und Marburg bei Robert Wilhelm Bunsen, wo er im August 1843 mit der Arbeit Über die galvanische Kohlenzinkkette zum Dr. phil. promovierte. Er forschte zu Kohlebogenlampen und berichtete 1844 in Poggendorfs Annalen, dass ein Tränken der Kohlen mit verschiedenen Lösungen, z. B. mit Borsäurelösung, den Lichtbogen beruhige. Auch senke eine flüchtige Substanz die aufzuwendende Spannung erheblich ab.
Nachdem er auch das Examen als Gymnasiallehrer bestanden hatte, war er sowohl Privatdozent für Physik, Meteorologie und Technologie an der Universität zu Marburg, als auch Lehrer der Mathematik, Physik und Chemie an der dortigen Realschule. Ab Ostern 1846 unterrichtete er Chemie am neugegründeten Realgymnasium in Wiesbaden, ab 1863 als Professor.
Er unterrichtete auch an der Militärakademie von Nassau und leistete Beiträge zur galvanischen Zink-Kohle-Kette. Ab 1866 berichtete er in der von Carl Remigius Fresenius herausgegebenen Zeitschrift für analytische Chemie über die Fortschritte der anorganischen Chemie.

## Veröffentlichungen
- Leitfaden für den wissenschaftlichen Unterricht in der Chemie (2 Curse, 1847–50)
- Chemische Untersuchung der Braunkohlen des Westerwaldes (1853)
- Ueber einige im Kreise der Kohlenzinkkette beobachteten Lichterscheinungen. In: Annalen der Physik, Band 139 (1844), S. 576–593